# الأمير صباح الدين
الأمير صباح الدين أو سلطان زاده محمد صباح الدين (ولد في إسطنبول عاصمة الدولة العثمانية عام 13 فبراير 1879 ـ وتوفي في نوشاتيل، سويسرا، 30 يونيو 1948) ه
و عالم اجتماع ومفكر عثماني ليبيرالي
أدى نشاطه السياسي ودعوته إلى إرساء الديمقراطية في الدولة العثمانية بزعمه أنَّ الدولة العثمانية كانت ظالمة وعلى الرغم من قرابته من العائلة العثمانية الحاكمة أدّى هذا إلى نفيه.
يعد الأمير صباح الدين واحدًا من تلاميذ الفيلسوف وعالم الاجتماع الفرنسي إميل دوركايم، وواحدًا من مؤسسي علم الاجتماع في تركيا
وقد كان عضوًا بتنظيم تركيا الفتاة، التي كانت تعارض الحكم المطلق في الدولة العثمانية وكانت من نواة إسقاط الخلافة الإسلامية، وذلك رغم قرابته من العائلة العثمانية؛ فهو ابن الأميرة سنيحة سلطان، وجده لأمه السلطان عبد المجيد الأول، وخاله السلطان عبد الحميد الثاني.